# Lotnisko Moguncja-Finthen
Lotnisko Moguncja-Finthen – lotnisko położone 8 kilometrów na południowy zachód od Moguncji, w Nadrenii-Palatynacie, w Niemczech.